# Mary Sherman Morgan
Mary Sherman Morgan (* 4. November 1921 in Ray, North Dakota; † 4. August 2004) war eine US-amerikanische Chemieingenieurin auf dem Gebiet von Raketentreibstoffen. Sie erfand 1957 den Flüssigtreibstoff Hydyne, der die Rakete antrieb, die den ersten Satelliten der Vereinigten Staaten, Explorer 1, transportierte.

## Kindheit und Studium
Mary Sherman wurde als zweitjüngstes von sechs Geschwistern als Tochter von Michael und Dorothy Sherman auf deren Farm in Ray, North Dakota, geboren. Ihre Eltern hielten sie von der Schule fern, damit sie auf der Farm arbeiten konnte. Das Sozialamt schaltete sich ein und verschaffte ihr ein Pferd, damit sie die Schule besuchen konnte. Im Jahr 1939 machte sie ihren Abschluss als Jahrgangsbeste der High School. Anschließend schrieb sie sich am DeSales College in Toledo (Ohio) für ein Chemiestudium ein.
Während Shermans Studiums brach der Zweite Weltkrieg aus. Es herrschte in den Vereinigten Staaten ein Mangel an Chemikern und anderen Wissenschaftlern. Ihr wurde eine Stelle in der Munitionsfabrik Plum Brook Ordnance Works in Sandusky (Ohio) angeboten. Sie brach ihr Studium ab und arbeitete an der Entwicklung der Sprengstoffe Trinitrotoluol (TNT), Dinitrotoluol (DNT) und Pentolite.
Im Jahr 1944 brachte sie eine außereheliche Tochter zur Welt, Mary G. Sherman, die sie zur Adoption an ihrer Cousine Mary Hibbard und ihren Mann Irving freigab. Das Kind wurde auf den Namen Ruth Esther getauft.
Nach den Kriegsjahren bewarb sie sich um eine Stelle bei North American Aviation und wurde in der Rocketdyne Division in Canoga Park, Kalifornien, eingestellt. Ihre Aufgabe war, die erwartete Leistung neuer Raketentreibstoffe zu berechnen. Unter 900 Ingenieuren war sie die einzige Frau und eine der wenigen, die keinen Hochschulabschluss hatten.
Sie lernte ihren zukünftigen Ehemann George Richard Morgan, einen Maschinenbau-Absolventen des California Institute of Technology (Caltech), bei North American Aviation kennen. Sie hatten vier Kinder: George, Stephen, Monica und Karen.

## Zeit des Weltraumwettlaufs
Morgans Arbeit führte zur Entwicklung eines neuen Treibstoffs, Hydyne, eine Mischung aus 60 % unsymmetrischem Dimethylhydrazin (UDMH) und 40 % Diethylentriamin (DETA). Dieser Treibstoff war leistungsstärker als Ethanol. Der erste Redstone-Forschungsflug mit Hydyne-Treibstoff fand am 29. November 1956, statt und Hydyne trieb in der Folge drei Testflüge mit der Jupiter C an.
Als Antwort auf den erfolgreichen Start des Satelliten Sputnik am 4. Oktober 1957 wurde Wernher von Braun damit beauftragt, seine Jupiter-C-Rakete (später Juno I genannt) für einen Orbitalflug vorzubereiten. In der Trägerrakete gelang es dem Treibstoff Hydyne, den ersten amerikanischen Satelliten Explorer I am 31. Januar 1958 in die Umlaufbahn zu bringen. Nach den Starts von Jupiter C und sechs Juno I wechselten die USA zu leistungsfähigeren Treibstoffen.

## Tod und Ehrung
Morgan starb am 4. August 2004 im Alter von 82 Jahren. Im Juli 2013 veröffentlichte das Online-Nachrichtenmagazin der BBC ein kurzes Video zu Ehren von Morgan, das von ihrem Sohn George gesprochen wurde.
Morgan war das Thema eines halbbiografischen Theaterstücks, das ihr Sohn George geschrieben hat. Das Stück mit dem Titel „Rocket Girl“ wurde vom Theater Arts at California Institute of Technology (TACIT) produziert und am 17. November 2008 im California Institute of Technology (Caltech) in Pasadena (Kalifornien) aufgeführt. Das Stück wurde später in ein Buch mit demselben Namen umgewandelt.